# Geltendorf
Geltendorf è un comune tedesco di 5 572 abitanti, situato nel land della Baviera.

## Monumenti e luoghi di interesse
- Castello di Kaltenberg

## Amministrazione

### Gemellaggi
- Saint-Étienne, dal 1966